# Air Liquide
Air Liquide (в превод от френски – „течен въздух“) е френска компания, специализирана в производството на индустриални газове, т.е. газове за промишлеността, здравеопазването, околната среда и научните изследвания. Компанията присъства в осемдесет страни по света и обслужва повече от 3,6 милиона клиенти и пациенти. Air Liquide е регистрирана на Парижката фондова борса и е включена в индексите CAC 40, Euro Stoxx 50 и FTSE4Good.